# Mario Recordón
Mario Eduardo Recordón Burnier (Osorno, 14 de julio de 1922-Lago Colico, 5 de junio de 1994) fue un arquitecto chileno y atleta especializado primero en la prueba de lanzamiento de peso y posteriormente de decatlón y 110 metros vallas, apodado atléticamente El Tigre de Osorno.

## Biografía
Nieto de inmigrantes suizos establecidos en Traiguén, fue hijo del empresario hotelero Julio Recordón Borel (Traiguén, 1888 - Osorno, 1948) y de Rosa Burnier Bruchez (Traiguén, 1888-Osorno, 1971). Realizó sus estudios en el Liceo de Osorno y luego en Santiago, en el Internado Nacional Barros Arana. En 1939 inicia sus estudios superiores en la Facultad de Arquitectura y Urbanismo de la Universidad de Chile, donde se titula de arquitecto en 1946.
En Santiago en 1952 se casó con Marianne Martin Guilleux (ibidem 1933), hija de Luis Martin y de Christiane Guilleux Chaufour, con quien tuvo tres hijos: Felipe, Catalina y Nicolás.
Murió en el Lago Colico, el 5 de junio de 1994.

### Carrera deportiva
Siendo un atleta autodidacta, realizó su primera competición en 1942, al leer un aviso en el diario sobre la posibilidad de competir en un torneo interfacultades en el Estadio Los Leones. Su primera competición importante la realizó en la prueba de lanzamiento de peso, ganando la prueba en un torneo universitario.
En 1945, participó en el XIV Campeonato Sudamericano de Atletismo que se realizó en Montevideo. Competía por primera vez en la prueba del decatlón, y ganó la prueba, con un total de 6338 puntos, sorprendiendo a todos los participantes no solo por su victoria sino por su aspecto físico, alto y rubio, en contraste con toda la delegación chilena.
Participó en los Juegos Olímpicos de Londres 1948, aunque poco a poco sus resultados atléticos fueron perdiendo fuerza hasta que finalmente un fuerte tifus le obligó a retirarse de la alta competición. Siguió compititendo a nivel local, compaginando esta actividad con su carrera como arquitecto.

#### Logros
- 2 medallas de oro en el Campeonato Sudamericano de Chile de 1946 en la prueba de decatlón y 110 metros vallas.
- Plusmarquista sudamericano de 110 metros vallas y decatlón.

### Carrera como arquitecto
Su carrera como arquitecto continuó estrechamente ligada al deporte después de su licenciatura en 1946, ejerciendo en forma privada. En 1964 es arquitecto del Departamento de Deportes del Estado. En 1965 se asocia con Alberto Sartori Hevia, arquitecto de la Universidad de Chile titulado en 1962, cuya relación profesional se mantuvo hasta su fallecimiento en 1994. Realizaron numerosos proyectos, muchos de ellos ganados por concurso.
Su vasta experiencia en concursos, lo volcó hacia el campo gremial, como presidente de la Comisión de Concursos del Colegio de Arquitectos y participando como jurado en numerosas ocasiones.
En 1987 fue galardonado por el Colegio de Arquitectos de Chile con el Premio Nacional de Arquitectura, en reconocimiento a su amplia labor profesional, universitaria y gremial.

### Carrera docente
Paralelo a su actividad de arquitecto, fue docente de la Facultad de Arquitectura y Urbanismo de la Universidad de Chile. Entre 1947 y 1955 se desempeñó como ayudante de Juan Martínez Gutiérrez, en la cátedra de Composición Arquitectónica. En 1955 fue designado catedrático titular de Composición Arquitectónica. Desde 1963 a 1987 pasó a dictar la cátedra de Diseño Arquitectónico. Entre 1988 a 1990 fue Decano de la Facultad de Arquitectura y Urbanismo de la Universidad de Chile, continuando luego, hasta su fallecimiento en 1994, como miembro del Consejo de la Facultad.

## Legado arquitectónico
- Estadio Cubierto Metropolitano (actual Movistar Arena)
- Estadio Municipal Alcaldesa Ester Roa Rebolledo
- Estadio Monumental
- Estadio Regional de Antofagasta
- Hipódromo de Antofagasta
- Estadio El Cobre
- Cine de Coronel
- Estadio Israelita
- Casino de Puerto Varas
- Estadio de Valdivia
- Gimnasio Municipal de Valdivia

## Legado
- La pista de atletismo del Estadio Nacional lleva su nombre.[3]
- La Villa Olímpica de Osorno también lleva su nombre.
- La Universidad de Chile ha establecido la Medalla Marío Recordón, que galardona al que consigue la mejor media de calificación durante todos sus años de estudio.[4]
- Campeonato de atletismo Mario Recordón, organizado por los Universitarios Azules en Santiago de Chile.[5]
- Campeonato de Atletismo Escolar Mario Recordón, Osorno.